# Association Sportive Magenta
L'Association Sportive Magenta, meglio noto come Magenta, è una società calcistica caledoniana con sede nella città di Numea. Milita nella Division d'Honneur, la massima divisione del campionato della Nuova Caledonia.
La squadra ha partecipato per undici volte alla Coppa di Francia.

## Storia
Originariamente chiamato Nickel Nouméa Sports Association (Nouméa ASLN), il club ha vissuto il suo primo periodo di gloria alla fine degli anni '60 e '70. Vincitore della Coupe de Nouvelle Calédonie per quattro anni consecutivi tra il 1969 e il 1972, seguito da una vittoria nel 1975, la squadra fu anche finalista nel 1968, 1974, 1976 e 1977.
Sotto il nuovo nome di A.S. Magenta, il club è gradualmente tornato alla ribalta della scena calcistica della Nuova Caledonia all'inizio degli anni '90. Finalista della Coppa nazionale nel 1991, la squadra vinse nuovamente nel 1996, seguita da una serie di sei vittorie consecutive tra il 2000 e il 2005, diventando così la squadra di maggior successo nella competizione.
AS Magenta ha vinto il campionato nel 2003, 2004 e 2005. ASM è stata anche la campionessa di The Overseas Football Cup battendo A.S. Pirae nel 2003 (2-2 nell'andata, 2-2 e ritorno, 4-3 dopo i tiri di rigore). Nella stagione 2005, AS Magenta, oltre a vincere la coppa e il campionato della Nuova Caledonia, ha raggiunto la finale della OFC Champions League nel giugno 2005 dopo aver terminato il Gruppo B al primo posto. Tuttavia, i Caledoniani si inchinarono alla squadra australiana del Sydney FC (0-2).
Nella stagione 2006 ha molto meno successo. Oltre ad essere eliminato prima delle finali della OFC Champions League, il club non è riuscito a conquistare il titolo di campione della Nuova Caledonia per la prima volta in quattro anni, oltre a non aver vinto la Coupe de Nouvelle Calédonie per la prima volta dal 1999.
Nella stagione 2007, sotto la guida dell'allora calciatore André Bodji, la squadra vinse il campionato per tre anni consecutivi. Dopo la vittoria del 2010, la squadra ha giocato nella Coppa di Francia 2010-2011, diventando la prima squadra della Nuova Caledonia ad aver superato il settimo round della fase preliminare, prima di essere battuta all'ottavo round dal Paris FC (4-0).
Nel novembre 2014, il club ha vinto per la nona volta la Coupe de Nouvelle Calédonie, dopo aver battuto i rivali A.S. Lössi 3-1, assicurandosi il suo posto nel settimo round nella Coupe de France.
Dopo essersi assicurata lo scudetto del 2015, nella stagione 2016 arriverà il bis in campionato con anche la vittoria della Coppa nazionale e la sconfitta in semifinale in OFC Champions League. Piazzamento che verrà replicato anche nell’edizione 2017 della competizione continentale.
Nella stagione 2018 vincerà nuovamente il titolo nazionale e la coppa, uscendo però nella fase a gironi della OFC Champions League.
Raggiungerà per la seconda volta nella sua storia la finale di OFC Champions League nella stagione 2019.
La finale tutta caledoniana verrà però vinta dai rivali del Hienghène Sport per 1 a 0.

## Colori e simboli

### Colori
I colori della maglia del Magenta sono storicamente il giallo ed il bianco. Attualmente la prima maglia è gialla con una banda nera, mentre la seconda è completamente bianca.

### Simboli ufficiali

#### Stemma
Il simbolo del Magenta è composto da un piccolo di cervo in piedi su di un pallone.

## Strutture

### Stadio
Lo stadio Numa Daly (fr. stade Numa-Daly) è un impianto sportivo di Nouméa, città nella collettività francese d'oltremare della Nuova Caledonia.
È attualmente utilizzato soprattutto per le partite di calcio. Lo stadio può contenere fino a 16.000 persone.

## Società

### Organigramma societario
- Michel Messeaud - Presidente
- Patrice Tinel - Vice presidente
- Pascal Uichi - Vice presidente
- René Gervolino - Dirigente
- Bernard Cureau - Dirigente

## Allenatori e presidenti
| Allenatori - 2006-2007 / André Bodji - 2008- Alain Moizan | Presidenti - ?-? René Gervolino - ?-? Bernard Cureau - ?-2010 Edmond Bowen - 2010- Michel Messeaud |

## Calciatori

### Giocatori storici
Il seguente è l'elenco dei giocatori più rappresentativi nel corso della storia del club.
- Pierre Wajoka (2003-2006/2007-2010/2016)
- Noël Kaudré (2004-2016)
- Michel Hmaé (2003-2009/2012-2015)
- Olivier Dokunengo (2014-2015)
- André Sinédo (2001- )

## Palmarès

### Competizioni nazionali
- Campionati: 12

2002-2003, 2003-2004, 2004-2005, 2007-2008, 2008-2009, 2009, 2012, 2014, 2015, 2016, 2018, 2023
- Coppa della Nuova Caledonia: 16

1969, 1970, 1971, 1972, 1975, 1996, 2000, 2001, 2002, 2003, 2004, 2005, 2010, 2014, 2016, 2018

### Competizioni internazionali
- Coppa dei territori francesi del Pacifico : 2

2003, 2005

### Altri piazzamenti
- OFC Champions League:

Finalista: 2005, 2019
Semifinalista: 2016, 2017, 2024
- Coppa dei territori francesi del Pacifico:

Finalista: 2004

## Statistiche e record

### Partecipazione alle coppe
| Competizione         | Partecipazioni | Debutto   | Ultima stagione | Totale |
| -------------------- | -------------- | --------- | --------------- | ------ |
| Coppa di Francia     | 11             | 1994-1995 | 2018-2019       | 11     |
| OFC Champions League | 10             | 2005      | 2019            | 10     |
| Coppa TOM            | 3              | 2003      | 2005            | 3      |

### Risultati nelle competizioni internazionali OFC
- 2005: Finale
- 2006: Fase a gironi
- 2008/09: Eliminazione nel turno preliminare
- 2009/10: Fase a gironi
- 2010/11: Fase a gironi
- 2013/14: Fase a gironi
- 2016: Semifinale
- 2017: Semifinale
- 2018: Fase a gironi
- 2019: Finale

## Organico

### Rosa 2018-2019
| N. |                            | Ruolo | Calciatore          |
| -- | -------------------------- | ----- | ------------------- |
|    | Nuova Caledonia (bandiera) | P     | Nicodem Hmaen       |
|    | Nuova Caledonia (bandiera) | P     | Jelen Steeve Ixoèe  |
|    | Nuova Caledonia (bandiera) | P     | Robin Escorne       |
|    | Nuova Caledonia (bandiera) | D     | Jean-Claude Jéwiné  |
|    | Nuova Caledonia (bandiera) | D     | Mickael Tiaou       |
|    | Nuova Caledonia (bandiera) | D     | Jean-Brice Wadriako |
|    | Nuova Caledonia (bandiera) | D     | Jean-Christ Wajoka  |
|    | Nuova Caledonia (bandiera) | D     | Gaéton Gope-Iwate   |
|    | Nuova Caledonia (bandiera) | D     | Jean-Marie Hmaloko  |
|    | Nuova Caledonia (bandiera) | D     | Maxime Pelluchon    |
|    | Nuova Caledonia (bandiera) | D     | Kévin Maitran       |
|    | Nuova Caledonia (bandiera) | C     | Yorick Hnautra      |
|    | Nuova Caledonia (bandiera) | C     | Wilsen Poaméno      |

| N. |                            | Ruolo | Calciatore          |
| -- | -------------------------- | ----- | ------------------- |
|    | Nuova Caledonia (bandiera) | C     | Didier Simane       |
|    | Nuova Caledonia (bandiera) | C     | Watanang Hnyeillitr |
|    | Nuova Caledonia (bandiera) | C     | Abdelkader Mihoubi  |
|    | Nuova Caledonia (bandiera) | C     | Shene Wélépane      |
|    | Nuova Caledonia (bandiera) | C     | Ludwig Zéoula       |
|    | Nuova Caledonia (bandiera) | A     | Kévin Némia         |
|    | Nuova Caledonia (bandiera) | A     | Patti Bill Nicholls |
|    | Nuova Caledonia (bandiera) | A     | Jim Ouka            |
|    | Nuova Caledonia (bandiera) | A     | Emile Ounéî         |
|    | Nuova Caledonia (bandiera) | A     | Richard Sélé        |
|    | Nuova Caledonia (bandiera) | A     | Henri Wadrawane     |
|    | Nuova Caledonia (bandiera) | A     | Nathanaël Hmaen     |
|    | Nuova Caledonia (bandiera) | A     | Léon Wahnawe        |

### Staff Tecnico
- Alain Moizan - Allenatore
- Hnassil Wadrawane - Allenatore in seconda
- Pierre Wajoka - Allenatore in seconda
- Thierry Marmont - Allenatore dei portieri
- Stéphane Campana - Staff medico

### Rosa 2012-2013
| N. |                            | Ruolo | Calciatore         |
| -- | -------------------------- | ----- | ------------------ |
| 1  | Nuova Caledonia (bandiera) | P     | Jean-Yann Dounezek |
| 2  | Nuova Caledonia (bandiera) | D     | Benjamin Longue    |
| 4  | Nuova Caledonia (bandiera) | D     | Jean-Paul Read     |
| 5  | Nuova Caledonia (bandiera) | D     | Andre Wahnawe      |
| 6  | Nuova Caledonia (bandiera) | D     | Wilson Forest      |
| 7  | Nuova Caledonia (bandiera) | C     | Noël Kaudré        |
| 9  | Nuova Caledonia (bandiera) | A     | Paul Poatinda      |
| 11 | Nuova Caledonia (bandiera) | A     | Albert Itrema      |
| 12 | Nuova Caledonia (bandiera) | D     | Philibert Ukajo    |
| 14 | Nuova Caledonia (bandiera) | C     | Jules Wea          |
| 15 | Nuova Caledonia (bandiera) | D     | Julien Walles      |
| 16 | Nuova Caledonia (bandiera) | P     | Alain Ione         |

| N. |                            | Ruolo | Calciatore          |
| -- | -------------------------- | ----- | ------------------- |
| 17 | Nuova Caledonia (bandiera) | D     | André Sinédo        |
| 18 | Nuova Caledonia (bandiera) | C     | Eric Henesewene     |
| 19 | Nuova Caledonia (bandiera) | D     | Nicolas Luepak      |
| 20 | Nuova Caledonia (bandiera) | C     | Ulrich Bowen        |
| 21 | Nuova Caledonia (bandiera) | C     | Alexis Duval        |
| 22 | Nuova Caledonia (bandiera) | C     | Jonathan Kakou      |
| 23 | Nuova Caledonia (bandiera) | C     | Jean Claude Jewine  |
| 25 | Nuova Caledonia (bandiera) | D     | Joris Gorendiawe    |
| 26 | Nuova Caledonia (bandiera) | A     | Leopold Makalu      |
| 27 | Nuova Caledonia (bandiera) | A     | Jean-Philippe Saïko |
| 30 | Nuova Caledonia (bandiera) | C     | Ludovic Haewang     |
| 31 | Nuova Caledonia (bandiera) | C     | Allan Hnautra       |

### Rosa 2009-2010
Lista presentata per la partecipazione alla OFC Champions League 2009-2010.
| N. |                            | Ruolo | Calciatore         |
| -- | -------------------------- | ----- | ------------------ |
| 1  | Nuova Caledonia (bandiera) | P     | Jean Yan Dounezeck |
| 2  | Nuova Caledonia (bandiera) | D     | Benjamin Longue    |
| 3  | Nuova Caledonia (bandiera) | D     | Jeremie Dokunengo  |
| 4  | Nuova Caledonia (bandiera) | D     | Emmanuel Dianai    |
| 5  | Nuova Caledonia (bandiera) | D     | Jordan Neimbo      |
| 6  | Nuova Caledonia (bandiera) | D     | Jedidja Saiko      |
| 7  | Nuova Caledonia (bandiera) | C     | Noel Kaudre        |
| 8  | Nuova Caledonia (bandiera) | C     | Marius Bako        |
| 9  | Nuova Caledonia (bandiera) | A     | Paul Poatinda      |
| 10 | Nuova Caledonia (bandiera) | C     | Pierre Wajoka      |
| 11 | Nuova Caledonia (bandiera) | A     | Albert Itrema      |
| 12 | Nuova Caledonia (bandiera) | A     | Poulidor Toto      |
| 14 | Nuova Caledonia (bandiera) | C     | Jules Wea          |
| 15 | Nuova Caledonia (bandiera) | D     | Steeven Longue     |
| 17 | Nuova Caledonia (bandiera) | D     | Andre Sinedo       |

| N. |                            | Ruolo | Calciatore         |
| -- | -------------------------- | ----- | ------------------ |
| 18 | Nuova Caledonia (bandiera) | D     | Jean Chrys Xenie   |
| 20 | Nuova Caledonia (bandiera) | P     | Jody Tevanou       |
| 21 | Nuova Caledonia (bandiera) | D     | Robert Kaudre      |
| 23 | Nuova Caledonia (bandiera) | D     | Jean Claude Jewine |
| 24 | Nuova Caledonia (bandiera) | C     | Lamo Xewe          |
| 25 | Nuova Caledonia (bandiera) | D     | Joris Gorendiawe   |
| 26 | Nuova Caledonia (bandiera) | A     | Fabrice Wacapo     |
| 27 | Nuova Caledonia (bandiera) | A     | Cedrickson Cariou  |
| 28 | Nuova Caledonia (bandiera) | D     | Michel Uregei      |
| 29 | Nuova Caledonia (bandiera) | D     | Theodore Kaudre    |
| 30 | Nuova Caledonia (bandiera) | C     | Ludovic Haewang    |
| 31 | Nuova Caledonia (bandiera) | A     | Alan Hnautra       |
| 32 | Nuova Caledonia (bandiera) | A     | Ludovic Boit       |
| 33 | Nuova Caledonia (bandiera) | A     | Philippe Kokone    |